# This Stupid World
This Stupid World —«Este mundo estúpido» en español— es el decimoséptimo álbum de estudio de la banda estadounidense de indie rock Yo La Tengo, lanzado el 10 de febrero de 2023 por Matador Records. Fue grabado y producido por la banda en su estudio de forma intermitente entre 2020 y 2022, durante la pandemia de COVID-19 y representa su primer esfuerzo de producción propia. This Stupid World ha recibido críticas muy positivas de los críticos por las letras y la musicalidad, y varios críticos comentaron lo fuerte que es el lanzamiento décadas después de la carrera de la banda. El álbum ha sido promocionado con tres lanzamientos de sencillos y una gira de conciertos que llevó a la banda por todo el mundo, incluida la presentación en varios festivales.

## Grabación
This Stupid World surgió de las sesiones improvisadas que la banda escribió y grabó en su estudio de Hoboken, Nueva Jersey, como parte de su proceso habitual de tocar juntos, sin la expectativa de grabar un álbum. Estas sesiones comenzaron inmediatamente antes de la pandemia de COVID-19, que provocó que el trío pausara la grabación durante varios meses. Los compromisos de presentación en vivo de la banda también fueron cancelados, por lo que los músicos grabaron This Stupid World hasta mediados de marzo de 2020 y se detuvieron para seguir las restricciones de COVID-19. Después de realizar algunos shows en vivo y su serie anual de presentaciones de Janucá más tarde ese año, volvieron a grabar para este álbum en los últimos días de 2021. La espontaneidad de esas presentaciones navideñas revitalizó a Yo La Tengo para volver a experimentar en el estudio, y a diferencia de We Have Amnesia Sometimes de 2020, la banda grabó estas sesiones sabiendo que se grabarían, con grabación multipista y sobregrabaciones. Inicialmente, la banda quería lanzar el álbum lo antes posible digitalmente a través de su sello Matador Records, pero terminó incumpliendo la fecha límite de julio de 2022 para el lanzamiento en otoño y modificó las grabaciones, retrasando el lanzamiento hasta principios de 2023.
Las canciones fueron escritas y grabadas como instrumentales, y las letras se agregaron más tarde. Si bien la banda normalmente ha colaborado y utilizado productores externos, decidieron que su competencia en el estudio y su experiencia como músicos no requerían un productor discográfico o ingeniero de mezcla externo. El bajista James McNew se encargó de gran parte de las tareas de grabación y mezcla, confiando en gran medida en la interpretación en vivo en el estudio con bucles mínimos o sobregrabaciones. El papel de McNew en la grabación de la banda se había ampliado durante la década anterior a este álbum, y se acercó a su colega músico y excolaborador Jad Fair para pedirle consejos sobre técnicas de grabación. Este es el primer álbum de Yo La Tengo que no cuenta con un productor externo. Antes de entregar las grabaciones al ingeniero de masterización Greg Calbi, la única otra persona involucrada en las grabaciones fue CJ Camerieri, quien proporcionó la trompa en dos pistas. Los temas y estados de ánimo de las grabaciones surgieron de forma natural, sin ningún plan particular para lograr un ángulo o intención coherente. El título del álbum también está abierto a interpretación y no tiene un significado único.

## Lanzamiento y promoción
Yo La Tengo anunció el álbum en noviembre de 2022, con un avance del tema «Fallout». «Aselestine» (enero) y «Sinatra Drive Breakdown» (febrero) también se compartieron antes del lanzamiento del álbum. La banda anunció una gira por Estados Unidos y Europa de febrero a mayo de 2023 para promocionar el álbum. En abril, la banda anunció una segunda etapa de fechas, seguida de una tercera en junio de 2023. La gira incluyó muchas canciones del álbum, junto con canciones más antiguas de Yo La Tengo y la mezcla característica de versiones de la banda. La gira no contó con actos de apertura, pero sí aparecieron varios músicos invitados. El EP de cinco canciones The Bunker Sessions fue grabado en vivo en esta gira y lanzado en 8 de noviembre de 2023.

## Recepción

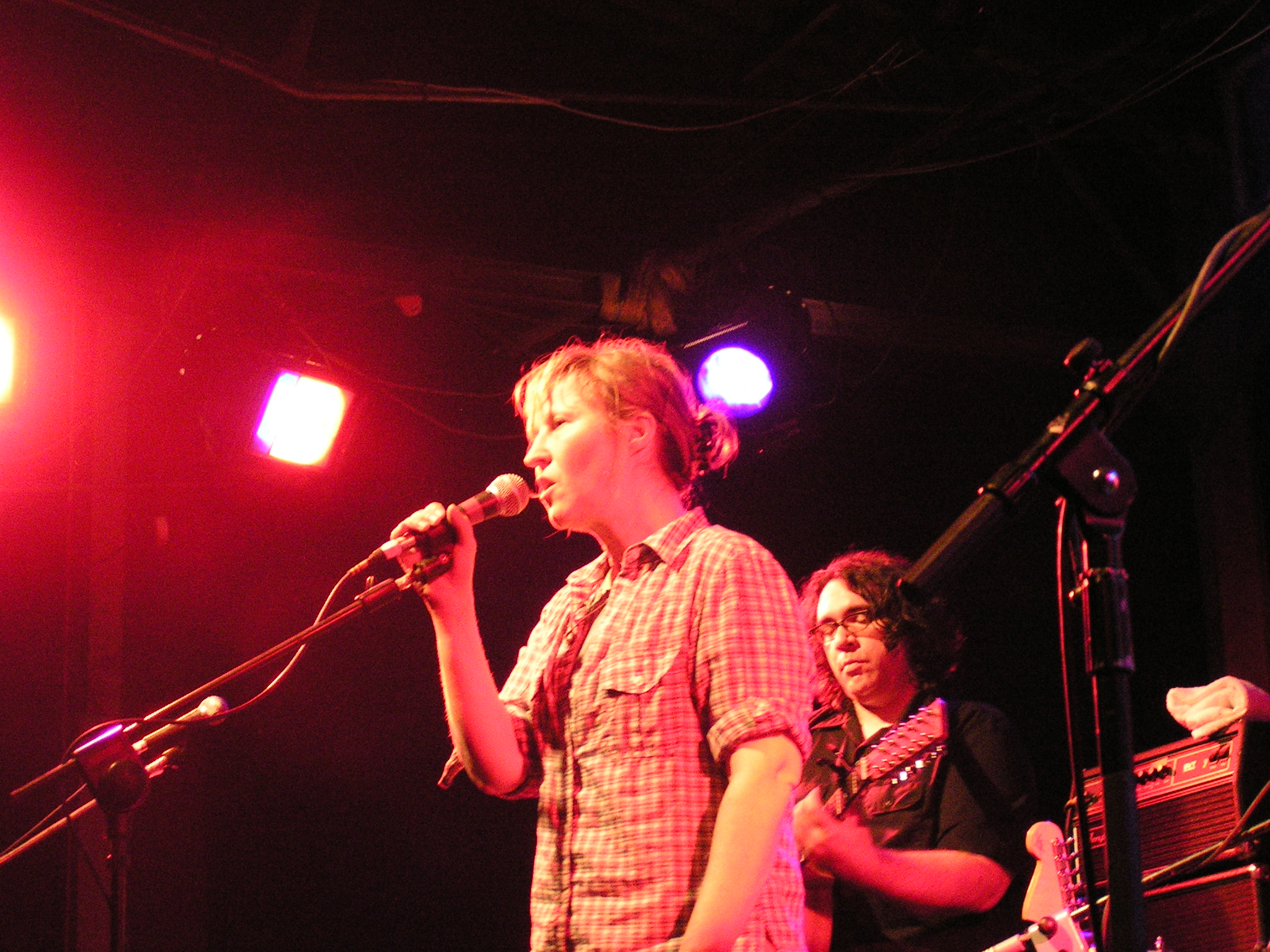
Varios críticos han notado la voz de la baterista Georgia Hubley (en una foto de 2010) en las canciones de este álbum.

This Stupid World recibió elogios de la crítica. En el agregador de reseñas Metacritic, el álbum tiene una puntuación media ponderada de 85 sobre 100, basada en 22 reseñas, lo que indica «aclamación universal». El álbum tiene una calificación de 7,9 sobre 10 en AnyDecentMusic?, basado en 22 reseñas.
Pitchfork nombró este lanzamiento como Mejor Música Nueva y el crítico Grayson Haver Currin le dio una puntuación de 8,5 sobre 10, calificándolo como el «álbum más animado de la banda en al menos una década», escribiendo que «se siente concentrado y esbelto»; fue uno de los 10 álbumes de la semana recomendados por la publicación. Marc Hogan de ese sitio propuso selecciones para los premios Grammy y lo incluyó en el premio Grammy al mejor álbum rock. Los editores de Rolling Stone destacaron este álbum para que lo escucharan sus lectores y el crítico Jon Dolan enfatizó la capacidad de las letras y la musicalidad de la banda para explorar estados de ánimo oscuros y depresivos. Escribiendo para Exclaim!, Nicholas Sokic calificó este álbum con un 8 sobre 10, señalando también la longevidad de la banda y opinando que este «es un álbum mucho más animado y con un sonido en vivo de lo que uno esperaría de un grupo tan avanzado en su carrera». Para Paste, Zach Schonfeld le dio a This Stupid World un 8 sobre 10, elogiando la «burbuja hermética» que la banda usó al grabar la música y escribiendo que la letra que explora «la perseverancia en un mundo estúpido es su propio tipo de esperanza»; la revista lo incluyó como uno de los mejores 10 álbumes del mes. En una reseña que calificó el álbum con un 4 sobre 5, Sunnyvale de Sputnik Music lo calificó como «una inyección absoluta en el brazo» que es «una escucha inmensamente satisfactoria». Al escribir para Glide Magazine, Mac Lockett llama a este álbum un regreso a la forma, conectando este sonido con el trabajo de la banda antes de 2006, con estados de ánimo de «tristeza seductora ante la belleza resultante de descartar su propia urgencia» y «energía innata y algo de la la composición más fuerte del grupo en años». Michael Elliott de No Depression también destacó «drones de ruido [que] retumban» en algunas pistas, así como las «inquietantes contribuciones vocales» de Georgia Hubley 
Los editores de AllMusic Guide calificaron este álbum con 4 de 5 estrellas, y el crítico Mark Deming afirmó que los músicos «todavía están encontrando nuevas formas de hacer las cosas» con «música [que] se siente más cálida y más satisfactoria emocionalmente» que cualquier otra cosa que hayan lanzado en más de una década». Jem Aswad de Variety llama a esta «su salida más ruidosa y animada en años», sin dejar de mantenerse dentro de su característico sonido de indie rock. Lee Zimmerman de American Songwriter le dio a este álbum 3,5 de 5 estrellas por tener pistas «extrañas e inesperadas»que tienen «resolución y resistencia» en la letra. Para All Songs Considered de NPR, el presentador Bob Boilen destacó «Fallout» como una vista previa del álbum y «Tonight's Episode» tras su lanzamiento; el editor lo nombró uno de los cinco mejores álbumes de la semana. Fader y JamBase también incluyeron a This Stupid World entre los álbumes de la semana. En Under the Radar, Michael James Hall calificó el álbum con 8,5 sobre 10 estrellas, calificándolo de «un regreso estilístico triunfante a su máxima forma» con «una belleza tierna y tenebrosa». En The Jersey Journal, Jim Testa especuló que este podría ser el mejor álbum de rock de la década de 2020 y que la banda define «el sonido Hoboken». En The Philadelphia Inquirer, This Stupid World fue el álbum número cuatro de la semana. Jon M. Gilbertson de The Shepherd Express caracteriza este lanzamiento como «un viaje mental íntimo» con canciones «sueltas, aunque estilísticamente variadas»  En Tablet, David Meir Grossman compara este lanzamiento con otros a lo largo de la carrera de la banda, señalando cómo el sonido musical continúa una tradición de dinámicas ruidosas y silenciosas y combina lo familiar con lo caótico, calificando a This Stupid World como «uno de sus mejores álbumes en décadas». En el Burlington County Times, Marc Masters destaca el tema del paso del tiempo y lo llama «el álbum de Yo La Tengo con más sonido en vivo en mucho tiempo». En su blog And It Don't Stop, Robert Christgau calificó este álbum con una B+. En The Big Takeover, Jeff Elbel escribió que «la experimentación desenfrenada y el noise-rock sin filtros sugieren que Sonic Youth pasó por el filtro de baja fidelidad de un Guided By Voices menos grandilocuente».
Steven Johnson de musicOMH calificó este álbum con 4,5 de 5 estrellas y escribió que están «volviendo a su sonido característico, consolidando su posición como tesoros alternativos». En The Skinny, Tony Inglis le dio a This Stupid World un 4 de 5 estrellas, calificando la música de «reflexiva y divertida» y señalando que la banda «continúa desafiando» cuarenta años después de su carrera. Zara Hedderman de The Quietus destaca la alegría y el sentido del humor de la banda y escribe que este álbum «suena como un conjunto de grabaciones realizadas por la banda durante un fin de semana fructífero y divertido hace dos décadas. Se podría decir que es el equivalente sonoro de encontrar un querido jersey que habías olvidado o que suponías perdido y que reaparece milagrosamente en el fondo de un cajón polvoriento. Tan pronto como entras en el mundo creado por el trío, las composiciones sienten una calidez y familiaridad inmediatas». Stevie Chick de Mojo calificó este álbum con 4 de 5 estrellas, afirmando que este álbum «marca un cambio de marcha con respecto a los discos recientes de Yo La Tengo», al explorar temas emocionalmente pesados y notar el alto nivel de destreza de los músicos. En Uncut, Sam Richards también dio un 8 sobre 10, enfatizando la «calidad infantil» de la experimentación musical de los miembros de la banda en lo más profundo de sus carreras. Theo Gorst de Loud and Quiet dio la misma puntuación que Uncut y escribió que este álbum evita la moderación de los álbumes recientes de la banda, con «resolución... generada a partir del ruido». Far Out calificó a This Stupid World con 5 de 5 estrellas, y el crítico Jordan Potter dijo que «no está lejos de ser perfecto».
Para Gigwise, Charlotte Grimwade le dio a This Stupid World 8 de 10 estrellas, afirmando que el álbum «permite que la ansiedad, la aceptación y el existencialismo luchen», y tiene una «inquietante sensación de perdición inminente» combinada con «voces tranquilizadoras y... pistas más ligeras... que capturan perfectamente la incertidumbre abrasiva y la aceptación tranquilizadora». Para The Arts Desk, Guy Oddy le dio a This Stupid World 3 de 5 estrellas por incluir «tonos suaves y mareados» junto con «vibraciones psicodélicas». Ed Power, del Irish Examiner, calificó este álbum como «magníficamente sin ataduras» y calificó a This Stupid World con 4 de 5 estrellas. Otra calificación de 8 sobre 10 vino de Benjamin Graye de Clash, quien escribió que este lanzamiento está «muy en el molde de un álbum clásico de Yo La Tengo», pero que «aportan energía, variedad y talento más que suficiente para crear nuevas y maravillosas canciones que se sientan cómodamente dentro de este pequeño mundo y al mismo tiempo suenan tan vibrantes y dentro de él como lo hacían hace 30 años». Michael Hahn de The Guardian calificó el álbum con 4 de 5 estrellas, nombrándolo «un álbum de YLT por excelencia», enfatizando la sutil interacción entre sonidos y estados de ánimo que se crea entre Hubley e Ira Kaplan. The Observer dio la misma puntuación, y el crítico Phil Mongredien elogió la mezcla de letras divertidas y absurdas junto con letras serias e introspectivas. Escribiendo para The Daily Telegraph, Cat Woods otorga otras 4 de 5 estrellas, evaluando que la banda «suena tan fresca y relevante ahora como siempre». David Smyth, de Evening Standard, calificó este álbum con 3 de 5 estrellas, advirtiendo a los nuevos oyentes: «si aún no estás interesado en la banda, todo esto podría parecer un poco intimidante, si no fuera por un par de composiciones verdaderamente bellas» y concluyendo que «todavía pueden pasar cosas maravillosas» con este experimentado grupo musical. El sitio web británico de Ticketmaster lo nombró el álbum de la semana, y el crítico Mark Grassick caracterizó este lanzamiento como «capturar la magia de tres espíritus afines tocando en el momento», y señaló que la música nunca se vuelve aburrida ya que «la técnica de Yo La Tengo ha capturado a tantos momentos espontáneos en la sala de ensayo que normalmente se desvanecen en el éter». En The Scotsman, Fiona Shepherd le dio a este álbum 3 de 5 estrellas, calificando la música como «territorio de garage rock psicodélico, que esculpe reflexiones meditativas y atemporales a partir de extensas improvisaciones en vivo».
Sanjoy Narayan de Mint propuso que Yo La Tengo puede ser «la mejor banda de la que nunca hayas oído hablar» y señaló que este álbum recuerda a los mejores lanzamientos de la banda por «pasar de un sonido suave y tranquilo a uno fuerte, crudo y ruidoso». Escribiendo para The New Zealand Herald, Peter Baker llama a This Stupid World «el álbum más convincente y conciso de Yo La Tengo en mucho tiempo». Para The Australian, Doug Wallen le dio al álbum 3,5 de 5 estrellas, afirmando que el final del álbum se prolonga, pero «un aire discreto de resignación lo recorre, aunque siempre adornado con un toque divertido».
Al finalizar el primer trimestre de 2023, dos medios mencionaron This Stupid World como uno de los mejores del año hasta ahora: Peter Lindblad de Goldmine calificó el álbum como una «mezcla madura de accesibilidad dulce e inteligente y disonancia suave e inventiva», y para Iowa Public Radio, Mark Simmet caracterizó la música como «indie rock inteligente de una banda que ayudó a inventar el género». Para Business Insider, Barnaby Lane recopiló las puntuaciones más altas para álbumes en Metacritic, con This Stupid World empatado en el décimo lugar. una lista no clasificada del 6 de abril de los siete mejores álbumes del año de Vulture incluyó el lanzamiento. Otra lista no clasificada de BrooklynVegan incluyó a This Stupid World entre lo mejor del indie rock en el primer trimestre. En junio de 2023, el personal de The Guardian y Spin publicaron resúmenes no clasificados de los mejores álbumes del año e incluyeron este lanzamiento, y el primero señaló que el álbum es un «regreso de la institución independiente estadounidense a los primeros principios», y este último escribe que «el trío es más vívidamente indispensable por primera vez en mucho tiempo». También en junio, Stereogum calificó este álbum en el puesto 13 como el mejor del año, y Rachel Brodsky notó cómo los miembros de la banda todavía tienen algo nuevo que decir en lo más profundo de sus carreras. El 19 de junio se publicaron dos listas más: The A.V. Club incluyó esto en sus 22 mejores álbumes de la primera mitad del año por estar «más concentrados y llenos de energía que en años», y Paste lo clasificó en cuarto lugar por mezclar humor y tristeza de una manera que «se eriza con una sensación de inquietante silencio mientras el mundo exterior se enfurece y arde». El 30 de junio, BrooklynVegan publicó una lista de los mejores álbumes de música independiente de 2023 hasta el momento, por tener «números pop irregulares y difusos, ritmos de un solo acorde inspirados en el krautrock, desgarradores de combustión lenta cargados de retroalimentación, shoegaze nebuloso y canciones especialmente bonitas cantadas por Georgia» y letras reflexivas. La lista de mitad de año de Rolling Stone publicada el 13 de junio también incluyó This Stupid World y Jon Dolan escribió que «tiene un estado de ánimo que lo hace sentir distinto en el estimado catálogo de la banda». En una revisión de mitad de año, Rolling Stone India incluyó este lanzamiento entre sus mejores álbumes de 2023. El editor de Uncut, Michael Bonner, incluyó este álbum en su lista de los mejores del año.
| Medio           | Lista                                               | Posición |
| --------------- | --------------------------------------------------- | -------- |
| AllMusic        | AllMusic Best of 2023                               | —        |
| AllMusic        | Favorite Alternative & Indie Albums                 | —        |
| BrooklynVegan   | 33 great 2023 albums from indie/alternative legends | —        |
| BrooklynVegan   | Indie Basement: Top 40 Albums of 2023               | —        |
| The Guardian    | The 50 Best Albums of 2023                          | 43       |
| JamBase         | Team JamBase’s Favorite Albums Of 2023 (Andy Kahn)  | —        |
| Mojo            | Mojo’s Top 75 Albums of 2023                        | 25       |
| musicOMH        | musicOMH’s Top 50 Albums Of 2023                    | 26       |
| El País         | The best music albums of 2023                       | 14       |
| Paste           | The 50 Best Albums of 2023                          | 50       |
| Paste           | The 30 Best Rock Albums of 2023                     | —        |
| Pitchfork       | The 50 Best Albums of 2023                          | 38       |
| Pitchfork       | The 37 Best Rock Albums of 2023                     | —        |
| PopMatters      | The 30 Best Rock Albums of 2023                     | 22       |
| Qobuz           | The Best Albums of 2023                             | —        |
| Rolling Stone   | The 100 Best Albums of 2023                         | 49       |
| Rolling Stone   | The 40 Best Indie-Rock Albums of 2023               | —        |
| Slant Magazine  | The 50 Best Albums of 2023                          | 38       |
| Uncut           | Uncut’s Top 75 Albums of 2023                       | 5        |
| Under the Radar | Under the Radar’s Top 100 Albums of 2023            | 25       |
| The Wire        | 2023 Rewind: Releases of the Year 1–50              | 1        |

## Listado de pistas

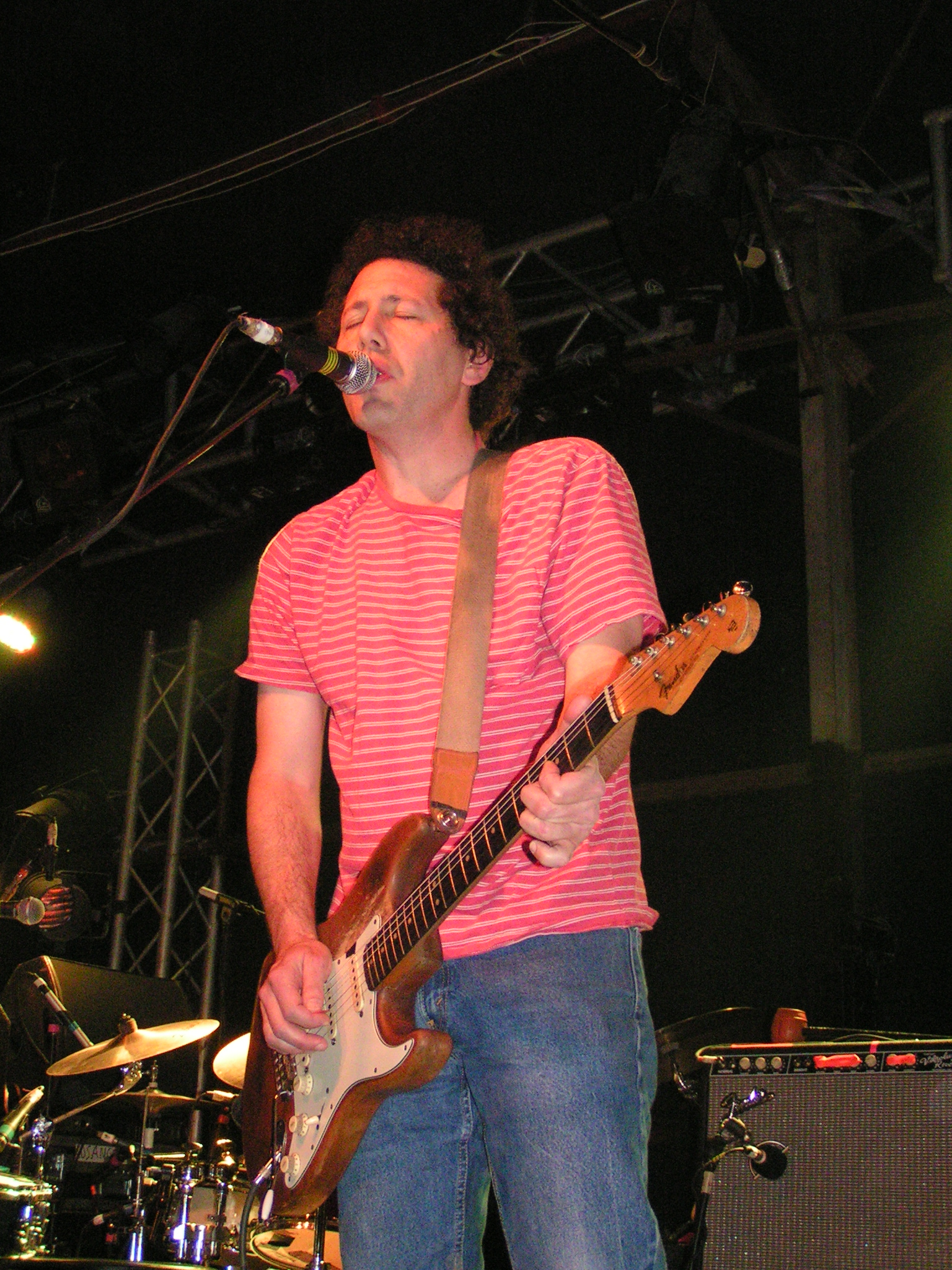
El guitarrista y vocalista Ira Kaplan (en una foto de 2010) escribió la letra del álbum y coescribió toda la música.

Todas las letras escritas por Ira Kaplan y toda la música escrita por Kaplan, Georgia Hubley y James McNew.
1. «Sinatra Drive Breakdown» – 7:25
2. «Fallout» – 4:36
3. «Tonight's Episode» – 4:50
4. «Aselestine» – 3:50
5. «Until It Happens» – 3:15
6. «Apology Letter» – 4:17
7. «Brain Capers» – 5:35
8. «This Stupid World» – 7:28
9. «Miles Away» – 7:30

- En la edición en vinilo del álbum, «Brain Capers» se extiende hasta el locked groove. La duración de la pista que figura en el propio disco está marcada como ∞.

## Personal

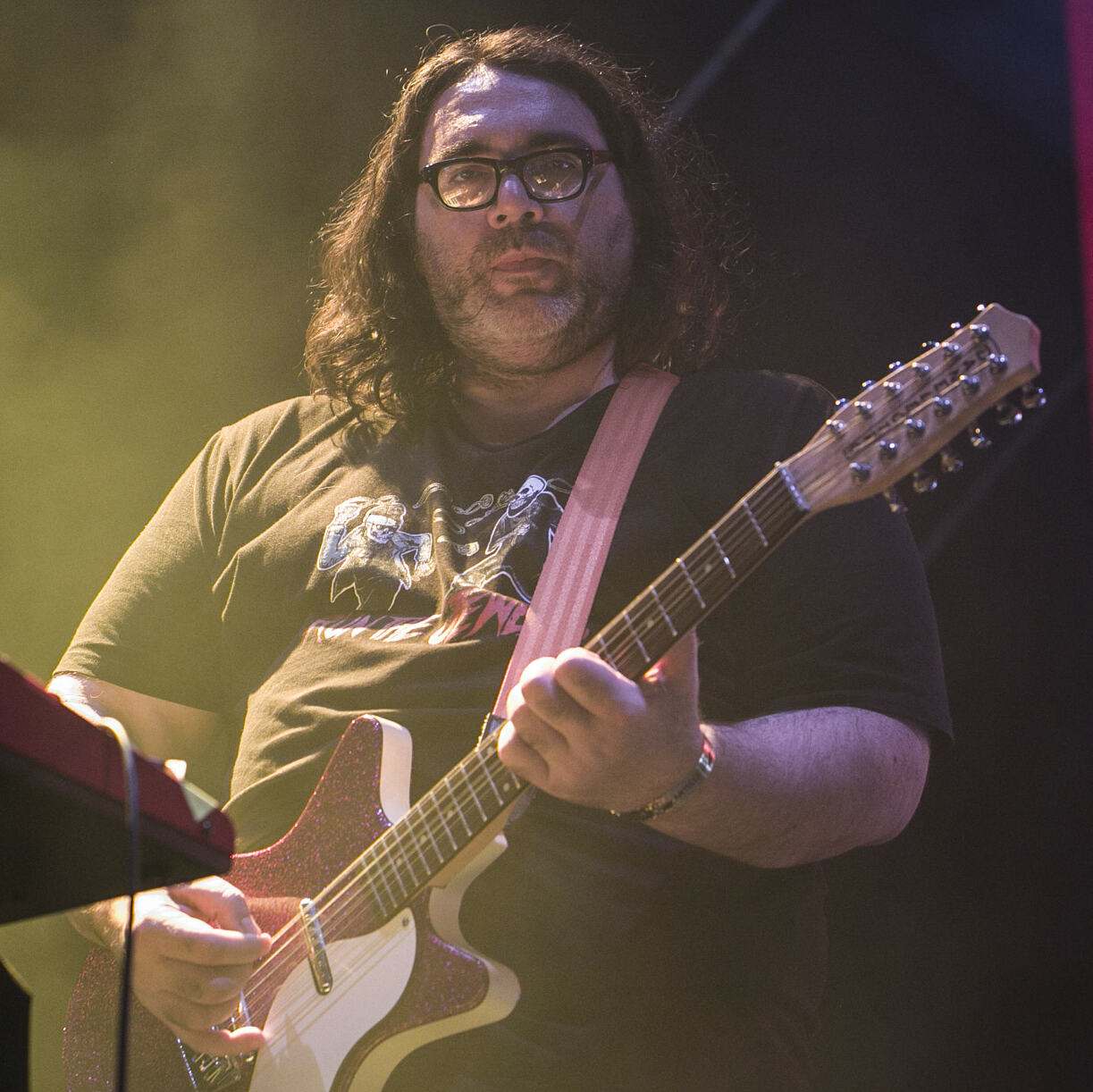
Yo La Tengo confió en los miembros de la banda para producir y grabar las sesiones de This Stupid World, dirigidas por el bajista James McNew (en una foto de 2017).

Yo La Tengo
- Georgia Hubley – batería, voz, producción
- Ira Kaplan – guitarra, voz, producción
- James McNew – bajo, voz, ingeniería, mezcla, producción

Personal adicional
- Greg Calbi – masterización en Sterling Sound, Edgewater, Nueva Jersey, Estados Unidos
- C. J. Camerieri – Trompa en «Aselestine» y «Apology Letter»
- David Godlis – fotografía
- Mark Ohe – diseño

## Rendimiento en las listas
This Stupid World fue el álbum de Yo La Tengo con las listas más altas en los Estados Unidos, debutando en el octavo lugar en la lista Billboard Top Album Sales, vendiendo 6000 unidades en su primera semana.
| Listas (2023)                       | Posición más alta |
| ----------------------------------- | ----------------- |
| Bélgica (Ultratop flamenca)         | 69                |
| Bélgica (Ultratop valona)           | 106               |
| Francia (SNEP)                      | 188               |
| Alemania (Offizielle Top 100)       | 18                |
| Lista de álbumes portugueses        | 20                |
| Escocia (Scottish Albums Chart)     | 12                |
| España (PROMUSICAE)                 | 41                |
| Suiza (Schweizer Hitparade)         | 35                |
| Reino Unido (UK Album Downloads)    | 21                |
| Reino Unido (UK Independent Albums) | 8                 |
| US Top Albums Sales (Billboard)     | 8                 |

## Historial de lanzamientos
| Región                    | Fecha                 | Sello   | Formato                         | Catálogo    | Notas |
| ------------------------- | --------------------- | ------- | ------------------------------- | ----------- | --- |
| Europa, América del Norte | 10 de febrero de 2023 | Matador | LP de vinilo (álbum doble)      | OLE-1929-LP | Vinilo negro estándar                                                                                            |
| Europa, América del Norte | 10 de febrero de 2023 | Matador | LP de vinilo (álbum doble)      | OLE1929LPE  | Vinilo azul de edición limitada                                                                                  |
| Japón                     | 10 de febrero de 2023 | Matador | LP de vinilo (álbum doble)      | OLE1929LPE  | Vinilo amarillo de edición limitada con tira obi                                                                 |
| Europa, América del Norte | 10 de febrero de 2023 | Matador | disco compacto                  | OLE 1929CD  | |
| Mundial                   | 10 de febrero de 2023 | Matador | descarga de música              |             | Las plataformas disponibles incluyen Apple Music, Bandcamp y Bleep                                               |
| Mundial                   | 10 de febrero de 2023 | Matador | servicio de streaming de música |             | Las plataformas disponibles incluyen Deezer, Napster, Pandora, Qobuz, SoundCloud, Spotify, Tidal y YouTube Music |